# Єрохін Михайло Михайлович
Михайло Михайлович Єрохін (? — ?) — радянський діяч, заступник народного комісара вугільної промисловості СРСР, 2-й секретар Ворошиловградського обласного комітету КП(б)У. Депутат Ворошиловградської обласної ради депутатів трудящих 1-го скликання.

## Біографія
Член ВКП(б).
У квітні — грудні 1939 року — секретар Ворошиловградського обласного комітету КП(б)У із кадрів.
У грудні 1939 — 1941 року — 2-й секретар Ворошиловградського обласного комітету КП(б)У.
У 1941—1946 роках — заступник народного комісара вугільної промисловості СРСР.
Одночасно, в 1944 році — уповноважений Державного комітету оборони СРСР у вугільній промисловості.
Подальша доля невідома.

## Нагороди
- орден Трудового Червоного Прапора (14.04.1942)
- ордени
- медалі